# Lois January

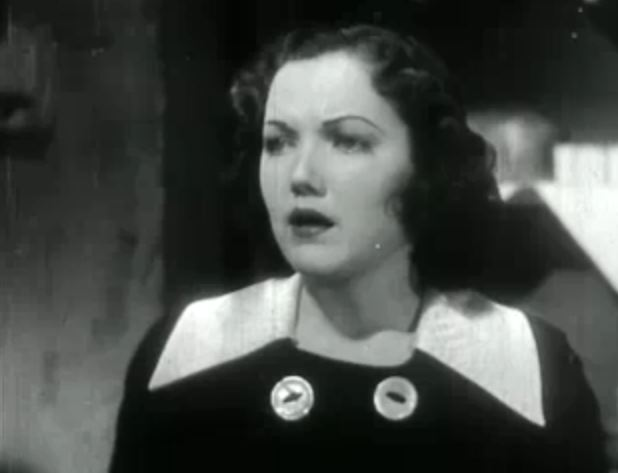
January en Rogue of the Range (1936)

Lois January (5 de octubre de 1913-7 de agosto de 2006) fue una actriz y cantante estadounidense que interpretó pequeños papeles en varias películas de cine B durante la década de 1930.

## Primeros años
Nacida en McAllen, Texas, como Laura Lois January, fue "empujada al mundo del espectáculo por su madre, que Lois la describió como '"insistente'". Su padre, Charles, compitió en los Juegos Olímpicos de 1904. January asistió a la Virgil Junior High School y a la Marlborough School para chicas. También estudió danza en la Denishawn School of Dancing and Related Arts y actuó en producciones teatrales en Los Ángeles.

## Carrera
El primer papel acreditado de January fue en 1933, en el cortometraje UM-PA. Su papel más famoso, sin embargo, es probablemente el de la manicura de Emerald City en The Wizard of Oz, que le canta a Dorothy que "podemos hacer una sonrisa con hoyuelos de un ceño fruncido". Aunque el personaje no tenía nombre, muchos fans creen que es una encarnación del personaje de novela Jellia Jamb.
Durante la década de 1930 actuó en numerosos wésterns como heroína, normalmente junto a Johnny Mack Brown, Bob Steele, Tim McCoy y Bob Baker, entre otros. En 1935 actuó junto a Reb Russell en Arizona Bad Man, y en 1936 actuó con Brown en Rogue of the Range, y junto a Tim McCoy en Border Caballero. Mientras estuvo contratada por Universal Pictures, continuó interpretando papeles de heroína en wésterns, y en 1937 actuó junto a Bob Baker en Courage of the West. La reedición de la película de explotación de 1935 The Pace That Kills (bajo el título Cocaine Fiends) le daría a January una exposición aún mayor, aunque limitada.
Entre los créditos de January en Broadway se incluyen High Kickers (1941) y Yokel Boy (1939) junto con Judy Canova y Buddy Ebsen..
A mediados de la década de 1940, sus papeles estelares habían disminuido, pero continuó actuando en papeles no estelares. En 1942 fue la "chica del cartel" de los cigarrillos Chesterfield.
De 1960 a 1987 interpretó numerosos papeles pequeños en televisión, entre los que se incluyen papeles en My Three Sons, Marcus Welby, M.D. y Barnaby Jones. Su último papel como actriz fue en 1987, en la película para televisión Double Agent. Durante la década de 1980 asistió a varios festivales de cine de wéstern.

## Vida personal
En abril de 1937, January se casó con el agente teatral Abraham Meyer. Se divorciaron el 9 de agosto de 1940. Más tarde se casó con el productor de radio Bill Gernnant.

## Filmografía
- Double Agent (1987) como una viuda
- The Little Shepherd of Kingdom Come (1961) como Mrs. Dean
- The Wizard of Oz (1939) como una mujer de ciudad Esmeralda con un gato
- Life Returns (1938) como enfermera
- Lightnin' Crandall (1937) como Sheila Shannon
- Bar-Z Bad Men (1937) como Beth Harvey
- The Red Rope (1937) como Betty Duncan
- The Trusted Outlaw (1937) como Molly
- The Roaming Cowboy (1937) como Jeanie
- Courage of the West (1937) como Beth Andrews
- Moonlight on the Range (1937) como Wanda Brooks
- Border Caballero (1936) como Goldie Harris
- Lightnin' Bill Carson (1936) como Dolores
- Rogue of the Range (1936) como Stella [Lamb]
- One Rainy Afternoon (1936) como secretaria de Mr. Pelerin
- Flying Hostess (1936) como camarera
- Easy to Take (1936) como Annie
- Night Life of the Gods (1935)
- Stolen Harmony (1935) como mujer en sexteto
- Society Fever (1935) como Julie Prouty
- Skull and Crown (1935) como Barbara Franklin
- Arizona Bad Man (1935) como Lucy Dunstan
- The Pace That Kills (1935) como Jane Bradford, también conocida como Lil
- The Affair of Susan (1935) como chica en una tienda de dulces
- Splendor (1935) como Lena Limering
- The Man Who Reclaimed His Head (1934)
- Let's Be Ritzy (1934) como taquígrafa
- The Love Captive (1934) como chica
- Uncertain Lady (1934) como sirvienta
- The Human Side (1934) como chica de secundaria
- The Black Cat (1934) como cultista
- Glamour (1934) como coritsta
- Let's Talk It Over(1934) como Alice
- By Candlelight (1933) como Ann

## Muerte
January falleció en Los Ángeles, California, debido a la enfermedad de Alzheimer el 7 de agosto de 2006, a los 92 años.